# Chomuteć (obwód połtawski)
Chomuteć (ukr. Хомутець) – wieś na Ukrainie, w obwodzie połtawskim, w rejonie mirhorodzkim, w hromadzie Mirhorod. W 2023 liczyła 1461 mieszkańców.